# Haus der Kulturen der Welt

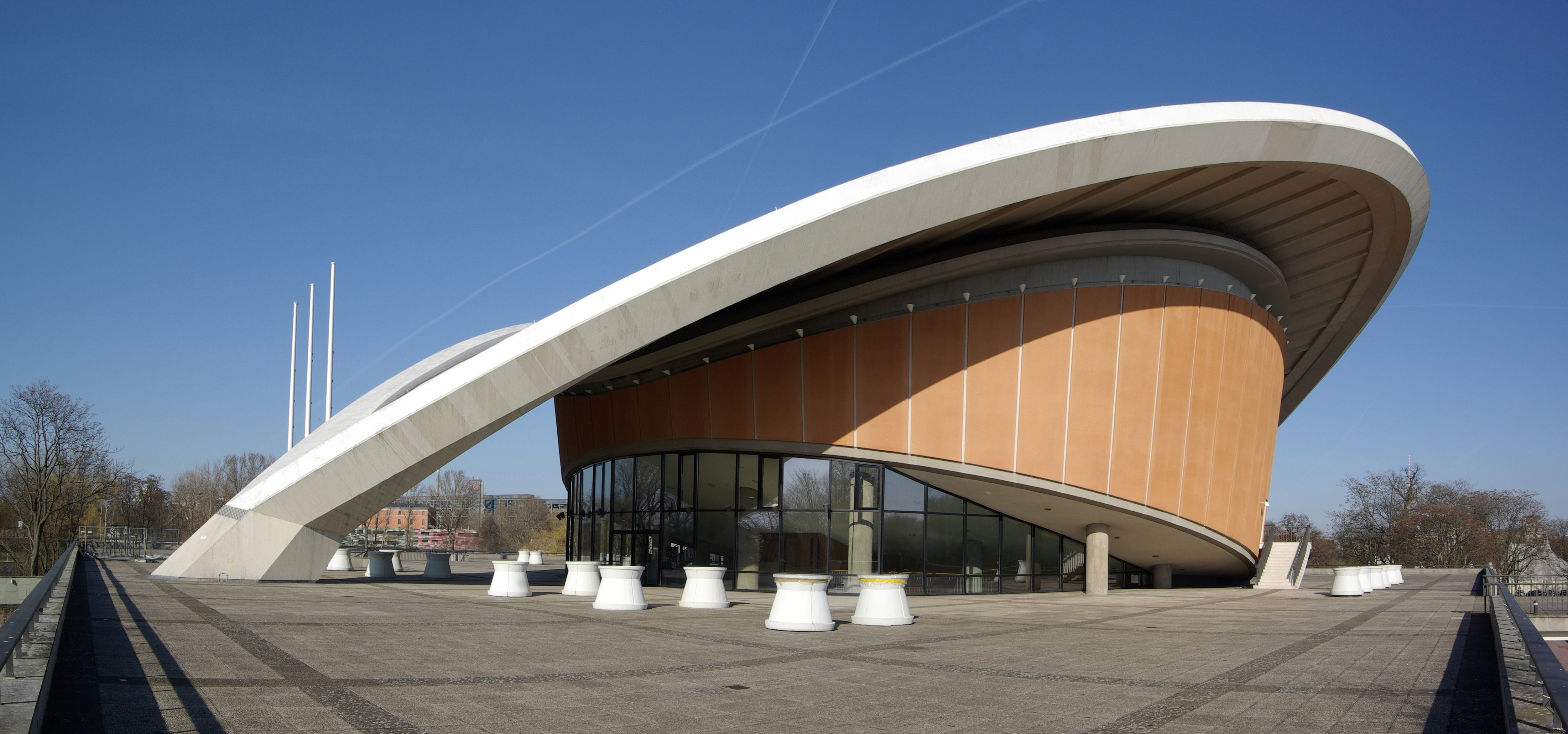
Kongresshalle, Berlín.

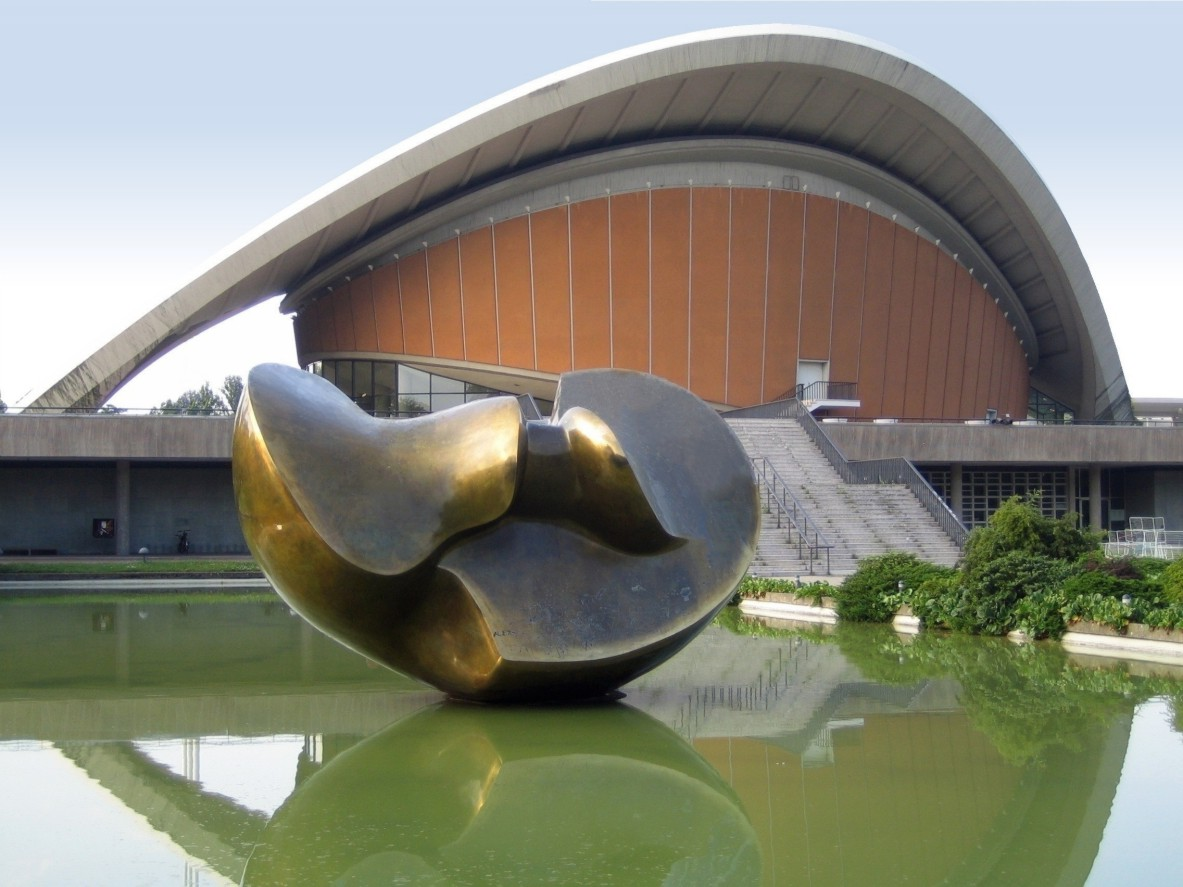
Haus der Kulturen der Welt, con la escultura Butterfly en primer plano.

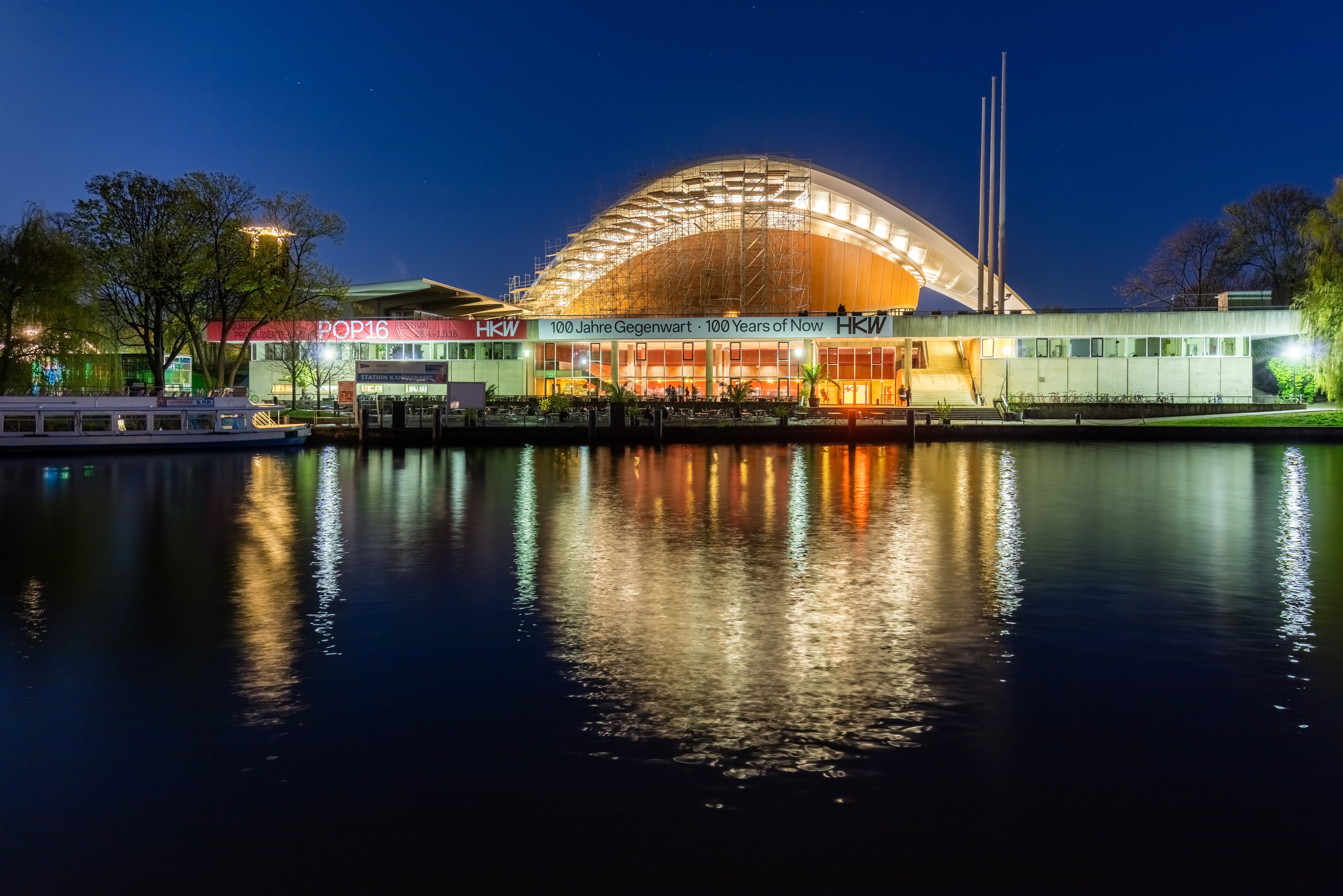
Vista nocturna.

La Haus der Kulturen der Welt ("Casa de las Culturas del Mundo"), situada en Berlín, es el centro nacional de Alemania para la presentación y discusión del arte contemporáneo, con un enfoque especial en las culturas y sociedades no europeas. Organiza exposiciones de arte, actuaciones de teatro y danza, conciertos, lecturas de autores, películas y congresos sobre artes visuales y cultura. Es una de las pocas instituciones que, debido a su reputación nacional e internacional y la calidad de su obra, reciben financiación del gobierno federal como uno de los llamados "faros de la cultura." 
El edificio se halla en el parque Tiergarten, cerca del Carillón y la nueva Cancillería Alemana. Era conocido antiguamente como centro de convenciones Kongresshalle. Fue un regalo de los Estados Unidos, diseñado en 1957 por el arquitecto estadounidense Hugh Stubbins, como parte de la exposición Interbau. John F. Kennedy habló aquí durante su visita a Berlín Occidental en junio de 1963. El 21 de mayo de 1980, el techo se derrumbó matando a una persona e hiriendo a muchas otras. El edificio se reconstruyó con su diseño original y se reabrió en 1987, a tiempo para el 750 aniversario de la fundación de Berlín. Los berlineses también lo conocen como Schwangere Auster ("ostra embarazada").
En el exterior, la escultura de bronce más pesada de Henry Moore, Large Divided Oval: Butterfly (1985-86), se encuentra en el centro de un estanque circular. Con un peso de casi nueve toneladas, fue su última obra importante, completada justo antes de que muriera. Es una de las tres esculturas públicas de Moore en Berlín (las otras dos son Three Way Piece No.2: The Archer (1964-65) en la Nueva Galería y Reclining Figure (1956) en la Academia de las Artes). Butterfly fue inicialmente un préstamo al Berlín Occidental en 1986, pero el ayuntamiento quería la estructura permanentemente y pidió a Moore que la donara. La carta llegó justo antes de su muerte y no fue respondida. En 1988 fue vendida por la Henry Moore Foundation a Berlín por 4,5 millones de marcos (unos $2,58 millones al tipo de cambio del momento), entonces una gran cantidad para una escultura pública. Con el tiempo, la escultura estuvo en mal estado debido a la contaminación ambiental y el vandalismo, siendo restaurada en 2010.
En 2005 el edificio sirvió como escenario exterior de la película de acción de ciencia ficción Æon Flux.